# Episodi de L'incredibile Hulk (serie animata 1996) (prima stagione)
La prima stagione de L'incredibile Hulk è andata in onda negli Stati Uniti dal 1996 al 1997 su UPN ed è composta da 13 episodi. In Italia è stata trasmessa su Italia 1 a partire dal 1999.
| Nº | Titolo                                 | Titolo originale                 | Prima TV Stati Uniti |
| -- | -------------------------------------- | -------------------------------- | -------------------- |
| 1  | Il ritorno della bestia (I parte)      | The Return of the Beast - Part 1 | 8 settembre 1996     |
| 2  | Il ritorno della bestia (II parte)     | The Return of the Beast - Part 2 | 15 settembre 1996    |
| 3  | Energia pura                           | Raw Power                        | 22 settembre 1996    |
| 4  | Mano gentile, pugno di ferro           | Helping Hand, Iron Fist          | 29 settembre 1996    |
| 5  | Sangue innocente                       | Innocent Blood                   | 6 ottobre 1996       |
| 6  | Uomo contro uomo, bestia contro bestia | Man to Man, Beast to Beast       | 27 ottobre 1996      |
| 7  | Jennifer si trasforma                  | Doomed                           | 3 novembre 1996      |
| 8  | Avventura a New York                   | Fantastic Fortitude              | 10 novembre 1996     |
| 9  | Il contagio                            | Mortal Bounds                    | 17 novembre 1996     |
| 10 | E il vento urla... Wendigo             | And the Wind Cries... Wendigo!   | 24 novembre 1996     |
| 11 | Buio e luce (I parte)                  | Darkness and Light - Part 1      | 2 febbraio 1997      |
| 12 | Buio e luce (II parte)                 | Darkness and Light - Part 2      | 9 febbraio 1997      |
| 13 | Buio e luce (III parte)                | Darkness and Light - Part 3      | 16 febbraio 1997     |

## Il ritorno della bestia (I parte)
- Titolo originale: The Return of the Beast - Part 1
- Prima TV Stati Uniti: 8 settembre 1996

Dopo che un esperimento scientifico subisce un sabotaggio, il dottor Bruce Banner tenta di salvare un ragazzo presente nei dintorni per evitare che si faccia del male, venendo però investito da una serie di raggi gamma, che fanno sì che ogni volta che si arrabbi o provi certi tipi di stress si trasformi in Hulk, un muscoloso e distruttivo mostro verde. Successivamente un addetto alle pulizie entra in contatto con alcune sostanze di scarto createsi durante l'esperimento, trasformandosi nel Capo, un genio del male. Bruce crede di essere riuscito a trovare una cura e, con l'aiuto dell'esercito, conduce quindi un esperimento che dovrebbe togliere Hulk dalla sua vita. Tale esperimento viene tuttavia sabotato da Abominio, un mostro mandato dal Capo, e Bruce finisce così col trasformarsi nuovamente in Hulk. Il generale Ross è così intenzionato ad abbatterlo.

## Il ritorno della bestia (II parte)
- Titolo originale: The Return of the Beast - Part 2
- Prima TV Stati Uniti: 15 settembre 1996

Hulk viene attaccato dai militari, venendo salvato da alcuni mostri creatisi anch'essi a seguito dell'esplosione di raggi gamma. Si tratta di mostri, ma nonostante ciò sono tra i pochi che Hulk può considerare suoi amici. Gli unici umani che sembrano volergli bene sono Betty Ross (la ragazza di Bruce Banner nonché figlia del generale Ross) e Rick Jones (il ragazzo che Bruce ha salvato durante l'esplosione). Approfittando della debolezza di Bruce, il Capo lo cattura per sottrargli la forza di Hulk, ma Betty e Rick irrompono nella base del nemico. La situazione fa arrabbiare moltissimo Hulk, che riesce a scappare utilizzando la sua forza. Successivamente quest'ultimo se ne va, errando senza meta.

## Energia pura
- Titolo originale: Raw Power
- Prima TV Stati Uniti: 22 settembre 1996

Dopo il vagabondare di Hulk, Bruce si ritrova in Nevada, in una base di ricerca nucleare. Aiutato da Mitch, uno dei guardiani, entra nella base per ritentare l'esperimento, che però viene interrotto dalla sicurezza. Il guardiano si trasforma così in Zzzax, un essere che assorbe energia elettrica che viene però sconfitto da Hulk, tornando normale. Intanto alla base dell'esercito arriva Samson, uno scienziato chiamato da Betty per guarire Bruce.

## Mano gentile, pugno di ferro
- Titolo originale: Helping Hand, Iron Fist
- Prima TV Stati Uniti: 29 settembre 1996

Bruce chiede aiuto al suo amico miliardario Tony Stark (che segretamente è il supereroe Iron Man), in quanto è lui che ha progettato i dispositivi che lo hanno trasformato. Nel frattempo il generale Ross, aiutato dall'agente Gabriel, da poco unitosi a lui, attacca le industrie di Stark, avendo intuito che Hulk si trovi lì. Tuttavia Iron Man, assieme al suo assistente War Machine, riesce a impedire che catturino Bruce.
Note: questo episodio fa da intreccio narrativo con la serie Iron Man, nella quale Hulk era precedentemente apparso.

## Sangue innocente
- Titolo originale: Innocent Blood
- Prima TV Stati Uniti: 6 ottobre 1996

Il motociclista Ghost Rider, dotato di superpoteri, dà la caccia a Hulk a Chicago credendo che sia un essere malvagio e distruttivo. Intanto anche Rick, Samson, Betty e l'esercito giungono a Chicago per trovarlo. Ghost si rende così conto che Hulk non è malvagio, ma è invece una vittima, dato che tutti lo vedono immotivatamente come un essere malvagio. Successivamente Glenn Talbot, membro dell'esercito, colpisce Bruce con un raggio che potrebbe ucciderlo se non rimanesse per diverso tempo nello stato di Hulk. Perché ciò accada Rick, Betty, Samson e Ghost Rider si vedono costretti a farlo arrabbiare, lottando contro di lui e dicendogli di odiarlo. Quando il pericolo è scampato e gli rivelano il motivo del loro modo di fare, Hulk risulta essere parecchio confuso, e se ne va.

## Uomo contro uomo, bestia contro bestia
- Titolo originale: Man to Man, Beast to Beast
- Prima TV Stati Uniti: 27 ottobre 1996

Bruce di ritrova in un paese di montagna dove incontra il suo amico Walter Langkowski, anche lui scienziato, che crede di poter curare Bruce, nonché lui stesso che, per via di alcuni esperimenti, si trasforma in una creatura simile all'abominevole uomo delle nevi, e così inizia l'esperimento perché i due vengano curati. Il suddetto dimostra però di avere dei problemi, e per fermarlo Bruce si trasforma in Hulk, venendo cacciato dalla gente del posto, che lo crede una minaccia. Tuttavia, dopo aver salvato il villaggio dal mostro in cui si è trasformato Walter, Hulk viene ringraziato dalla gente e successivamente se ne va.

## Jennifer si trasforma
- Titolo originale: Doomed
- Prima TV Stati Uniti: 3 novembre 1996

Bruce si ritrova a Washington, dove vive sua cugina Jennifer Walters. I due vengono tuttavia catturati dal malvagio Dottor Destino, che tiene prigioniera Jennifer, in fin di vita, per obbligare Hulk a eseguire i suoi ordini. Bruce, grazie ad una trasfusione di sangue, salva la cugina, che tuttavia si trasforma così in un Hulk in versione femminile. Jennifer riesce a impedire che Hulk esegua gli ordini del Dottor Destino, e poi i due cugini partono per andare a New York.

## Avventura a New York
- Titolo originale: Fantastic Fortitude
- Prima TV Stati Uniti: 10 novembre 1996

Bruce e Jennifer sono arrivati a New York, dove il primo cerca di entrare in contatto con Reed Richard, uno scienziato suo amico membro dei Fantastici Quattro, per chiedergli di aiutare lui e sua cugina a guarire dalle loro mutazioni (anche se quest'ultima è felice nel suo nuovo corpo). I suddetti sono tuttavia in vacanza e l'unico membro del gruppo che trovano è Ben, alias la Cosa. Bruce tenta ugualmente di effettuare un esperimento per guarire usando le apparecchiature di Richards, venendo però attaccato da alcuni guerrieri creati dal Capo usando il DNA di Hulk. Grazie all'aiuto della Cosa riusciranno a sconfiggerli. Successivamente Hulk se ne va, mentre Jennifer decide di restare a New York.
Note: questo episodio fa da intreccio narrativo con la serie I Fantastici Quattro, nella quale Hulk era precedentemente apparso.

## Il contagio
- Titolo originale: Mortal Bounds
- Prima TV Stati Uniti: 17 novembre 1996

Gargoyle, l'ex assistente del Capo, rimasto anche lui vittima di una mutazione dovuta ai raggi gamma, ha creato un antidoto che funziona, ma che fa diffondere una malattia potenzialmente letale a Detroit. Betty viene chiamata per risolvere la situazione assieme al dottor Donald Blake, che segretamente è Thor, il dio del tuono. Betty consiglia di chiamare Bruce, immune alla malattia vista la sua trasformazione, per guarire i malati. Quando anche la donna si ammala, Bruce è disperato, ma un antidoto creato da lui e Gargoyle riesce a debellare l'epidemia.

## E il vento urla... Wendigo
- Titolo originale: And the Wind Cries... Wendigo!
- Prima TV Stati Uniti: 24 novembre 1996

Hulk e il generale Ross si trovano costretti a lavorare insieme per salvare Betty dalle grinfie di Wendigo, una bestia soprannaturale che è in realtà il nativo americano Aquila Solitaria, condannato a rimanere in quel corpo finché non troverà qualcuno che riesca a sconfiggerlo, cosa apparentemente impossibile vista la sua forza fisica. Hulk e Ross riescono tuttavia a trovarlo e il primo lo sconfigge, lasciandolo così finalmente libero e salvando Betty.

## Buio e luce (I parte)
- Titolo originale: Darkness and Light - Part 1
- Prima TV Stati Uniti: 2 febbraio 1997

Betty e Samson conducono un esperimento grazie al quale riescono a dividere Hulk da Bruce, facendoli così vivere in due corpi separati. Hulk viene tuttavia catturato dall'esercito, ma quando Samson riesce a liberarlo, il mostro risulta essere tremendamente arrabbiato e potenzialmente distruttivo.

## Buio e luce (II parte)
- Titolo originale: Darkness and Light - Part 2
- Prima TV Stati Uniti: 9 febbraio 1997

Il Capo riesce a catturare Hulk e a trasferire la propria mente nel corpo del suddetto, così da risultare allo stesso tempo intelligente e tremendamente forte. Il suo piano però gli si ritorce contro: infatti Hulk ha ancora una coscienza sua, e perciò il Capo si ritrova a dover dividere il proprio corpo con una bestia inferocita. Prima che causi grossi guai il Capo decide quindi di separarsi da Hulk. Successivamente Bruce ruba un enorme esoscheletro dell'esercito, con l'intenzione di usarlo per attaccare Hulk.

## Buio e luce (III parte)
- Titolo originale: Darkness and Light - Part 3
- Prima TV Stati Uniti: 16 febbraio 1997

Durante il loro scontro Hulk e Bruce svengono entrambi. Bruce si rende conto che loro due non possono sopravvivere l'uno senza l'altro e, a malincuore, Betty tenta di riunirli insieme tramite un esperimento inverso rispetto a quello iniziale. Il generale Ross, ormai impazzito visti i precedenti, vuole sabotare l'esperimento, ma Rick, intenzionato a fermarlo, entra nella vasca nella quale erano entrati Bruce e Hulk per l'esperimento, col risultato che il ragazzo si trasforma, assumendo sembianze simili a quelle di Hulk. Anche Bruce tuttavia non si è liberato della bestia, dato che ora si trasforma in un nuovo mostro, un Hulk grigio.